# Anelaphus albofasciatus
Anelaphus albofasciatus es una especie de escarabajo longicornio del género Anelaphus, categorizada en la tribu Elaphidiini, de la subfamilia Cerambycinae. Fue descrita por Linell en 1897.

## Descripción
Mide 9-15 mm de longitud.

## Distribución
Se distribuye por Estados Unidos.